# Lygodactylus madagascariensis
Lygodactylus madagascariensis (Boettger, 1881) è un piccolo sauro della famiglia Gekkonidae, endemico del Madagascar.

## Descrizione
È un piccolo sauro, che raggiunge lunghezze di 35-37 mm.

## Biologia
È una specie arboricola, attiva durante le ore diurne.

## Distribuzione e habitat
La specie è endemica del Madagascar nord-occidentale. La sua presenza è documentata nelle seguenti località della regione di Sambirano: Manongarivo, Ambolokpatrika, Nosy Be, Tsaratanana e Montagna d'Ambra, ma si presume possa vivere anche in altre aree limitrofe.
Il suo habitat tipico è la foresta pluviale di bassa quota, ma è stata osservata anche in aree di foresta degradata.

## Tassonomia
Sono note le seguenti sottospecie:
- Lygodactylus madagascariensis madagascariensis Boettger, 1881
- Lygodactylus madagascariensis petteri Pasteur & Blanc, 1967, endemica della Montagna d'Ambra

## Conservazione
La IUCN Red List classifica L. madagascariensis come specie vulnerabile.
Parte del suo areale ricade all'interno di aree naturali protette tra cui la riserva naturale integrale di Lokobe e la riserva speciale di Manongarivo.